# Duncan MacLeod
Pour les articles homonymes, voir Duncan.
Duncan McLeod est un personnage de fiction joué par Adrian Paul. Il est le héros de la série TV Highlander.

## Biographie fictive
Duncan MacLeod naît en 1592 à Glenfinnan, dans les hautes terres d’Écosse. Dans son clan circule la légende de Connor MacLeod, un de ses ancêtres revenu à la vie après un combat.
Duncan « meurt » pour la première fois lors d’un combat contre un autre clan. C’est à ce moment qu’il devient immortel. Revenu d’entre les morts, il est rejeté par sa famille et son clan. C’est alors qu’il apprend de son père qu’il a été adopté. 
Il erre alors sans savoir ce qu’il est jusqu’à ce que Connor MacLeod devienne son mentor et lui apprenne tout ce qu’il faut savoir sur « le Jeu », notamment le combat à l’épée. 
Durant des siècles, il participe aux guerres des mortels, depuis les combats de l’Écosse contre l’Angleterre jusqu’à la Seconde Guerre mondiale.
Il rencontre également d’autres immortels comme lui. Il en combat et en décapite un certain nombre. D’autres immortels en revanche deviennent ses amis, Fitzcairn, le prêtre Darius, la voleuse Amanda ou Methos.
Marié il y a quelques siècles à une pré-immortelle, il la tue durant leur nuit de noces afin de lui révéler son immortalité. Quelques siècles plus tard, Kate McLeod lui en veut encore.
Après avoir absorbé le quickening de nombreux immortels entre 1991 et 1995, dont celui d'Antonio Kalas, qui était réputé être au moins aussi puissant que lui, Duncan, malgré son jeune âge relatif (comparé à d'autres immortels tels que Amanda ou Methos), fait certainement partie des immortels les plus puissants de tous les temps.

## Iersièclede la vie de Duncan MacLeod
- 21 décembre 1592, Écosse : Naissance de Duncan, le chef du clan MacLeod le recueille, il l'a trouvé dans la forêt.

Il en fait son fils adoptif pour remplacer son fils mort-né.
- 1606 : Il part en forêt à la poursuite d'un loup avec son cousin Robert. Ils sont attaqués. Robert se sauve, Duncan est recueilli par Cassandre, qui le protège de Roland Kantos.

- 1618 : Il est amoureux de Debra Campbell, mais elle est promise à son cousin Robert. Ce dernier est jaloux de leur amour. Robert provoque Duncan en duel et se fait tuer.

Duncan éprouve beaucoup de remords, il refuse d'épouser Debra. Elle se sauve et glisse d'une falaise par accident.
- 1622 : Il est tué au cours d'une bataille contre un clan voisin et devient immortel. Il est banni du clan par son père pour être revenu d'entre les morts.

- 1624 : Il est de retour à Glenfinnan, pour venger son père tué par le viking Kanwulf, un immortel.

Duncan le provoque en duel mais ne le décapite pas car il ne connaît pas encore les règles. C'est la première fois qu'il ressent la présence d'un immortel.
- 1625 : Connor MacLeod devient son mentor et lui apprend les règles du jeu.

Il rencontre un Ermite, qui lui dit connaître son avenir, mais il va forcer Duncan à le décapiter. C'est le premier Quickening de Duncan.
- 1630 : Duncan est poursuivi par Martin Hyde, qui est en fait à la poursuite de Connor. Duncan le combat mais échoue. Hyde l'épargne car la tête du jeune immortel ne l'intéresse pas, c'est celle des maîtres qui l'intéresse.

- 1630, France : À Paris il rencontre Ursa, un immortel faible d'esprit. Il le conduit dans un monastère pour le protéger des autres immortels.

- 1635 : Il rencontre Amanda et son mentor Rebecca Horne, des immortels. Amanda tente de voler la bourse de Duncan mais il s'en rend compte.

- 1637, Italie : Il rencontre Hugh Fitzcairn à Vérone.

- 1639 : Duncan et Fitz sont les gardes du corps d'un baron italien. Pour la première fois ils découvrent le logo des guetteurs, sur le corps d'un vieillard tué par erreur au cours d'une bataille.

- 1640, France : Il rencontre Grace Chandler, qui aide une femme à accoucher. Grace pense que Duncan est venu pour la tuer, mais en fait il passait par hasard. Finalement ils deviennent amis.
- Il fait la connaissance de Kyra, une femme immortelle qui devient sa maîtresse.

- 1653, Algérie : Duncan rencontre Hamza El Kahir. Hamza le libère et lui enseigne la culture islamique. Hamza sera tué par Xavier Saint cloud, première rencontre de Duncan avec ce dernier.

- 1657, Sud de l'Europe : Il est l'élève de Graham Ashey, un grand maître d'escrime mais aussi le mentor de Juan Sanchez Villa-Lobos Ramirez. Graham est défié par Haresh Clay et est tué. Il lance un défi à Duncan, qui se réfugie dans un lieu saint.

- 1658, Europe : Duncan se réfugie dans le monastère du Frère Paul, qui accueille les immortels en recherche de paix. Il pense y retrouver son ami Peter Hale. Il y rencontre Antonio Kalas et Timon, qui lui apprend à lire.

- 1659, Normandie : Il rencontre Kristin Gilles, une immortelle qui lui apprend la galanterie et à apprécier l'art.

- 1660 : Il quitte Kristin qui se montrait jalouse.

- 1663, Angleterre : Il est acteur dans la troupe de théâtre de son ami immortel Walter Graham et joue du Shakespeare.

- 1665 : Il est accusé de sorcellerie avec son ami immortel John Garrick. Il réussit à s'enfuir mais pas Garrick.

- 1670 : Il est défié en duel par un chevalier français, Michel De Bourgogne.

- 1685, Chine : Il rencontre Kiem Sun, un herboriste chinois. Il essaie de trouver une potion qui apporterait la paix dans le monde.

- 1696, France : Il retrouve son ami Hugh Fitzcairn, ils tombent tous les deux amoureux de Angelina De Valicourt et se battent pour ses faveurs, mais c'est un troisième immortel, Robert De Valicourt, qui parvient à la séduire.

## IIesiècle de vie de Duncan MacLeod
- 1700, France : Duncan a pour ami Segur. Il est défié en duel par Martin Hyde. Avant le combat, Segur offre une bouteille de Cognac à Duncan et lui promet de la boire avec lui, mais il ne revient pas.

- 1712, Angleterre : Duncan rencontre l'immortel Paul Kinman, un assassin qui tue l'un de ses amis écossais. Duncan ne peut le combattre car il est lié par une promesse faite à la reine. Il ne peut le provoquer en duel durant son règne.

- 1712, Irlande : Avec Connor MacLeod, il sauve une jeune fille, Kate, d'une bande de brigands. Duncan tombe sous son charme.

- 1715 : Duncan sait depuis longtemps que Kate MacLeod est une pré-immortelle. Il se marie avec elle. Lors de la nuit de noces, il décide de la tuer, mais elle s'enfuit. Plus tard Duncan regrette son geste.

- 1720, Angleterre : Il rencontre Fitz, qui essaie de voler la pierre de Scone dans l'abbaye Westminster.

- 1728 : Sur la route de Douvres, il rencontre Walter Reinhardt, un voleur allemand.

- 1730 : Il est accusé de braconnage. Des mortelles s'apprêtent à le décapiter, mais Charles Browing le sauve. En fait il ne l'a sauvé que pour prendre son Quickening.

- 1745, Écosse : Il est avec Warren Cochrane sur l'île d'Eriskay.

- 1746 : Il se bat avec Warren à Culloden pour le retour du prince Charlie sur le trône d'Écosse.

Après une terrible défaite infligée par les Anglais, Duncan avec l'aide de Ceirdwyn fait sortir clandestinement le prince Charlie d'Écosse.
Duncan reste en Écosse pour venger son peuple, en tuant tous les soldats anglais qu'il rencontre. Ceirdwyn lui enseigne que la vengeance ne sert à rien.
- Duncan tue le comte de Rosemond, celui qui a ordonné aux soldats anglais de tuer les Écossais, après avoir stoppé Steven Keane son ami.

- 1750, Russie : Duncan rencontre l'immortel Kristov, le chef d'une bande de cosaques. Il refuse de participer au pillage d'un village de paysans.

- 1753, Turquie : À Constantinople, il retrouve son amie Amanda, qui est danseuse du ventre au palais de l'Emir.

Elle commet un vol. Duncan la sauve alors qu'elle est sur le point de se faire couper les mains. Dans leur fuite, il reçoit une flèche dans les fesses. C'est lui qui est arrêté à la place d'Amanda.
- 1755, Afrique du Nord : Il fait la connaissance de Kassim, le protecteur de la famille Al De Neb. Kassim poursuit Rheza, le fils d'un cordonnier, car il s'est approché de la fille de son maître. Kassim accepte d'épargner Rheza mais en échange d'une dette : une vie pour une vie.

- 1764, Inde : Il rencontre Kamir, un immortel de la déesse Kali.

Il sauve du bûcher une jeune veuve Vachni, qui devait être brûlée vive avec le corps de son mari défunt. Elle devient sa maîtresse mais ne supporte pas d'avoir été déshonorée. Elle retourne avec les siens et meurt brûlée sur le bûcher.
- 1778, Pays-Bas : Duncan embarque sur un navire dans le port de Rotterdam.

- Pacifique Sud : Duncan participe à une mutinerie et abandonne Terrence Kincaid sur une île déserte.

- Japon : Duncan meurt dans le naufrage d'un navire, quand il s'échoue sur une plage du Japon. Le Samouraï Hideo Koto le recueille et devient son ami et mentor. Mais Hideo, pour l'avoir accueilli, a déshonoré sa famille, car il ne l'a pas tué comme l'exige le Shogun. Pour retrouver son honneur, il se suicide avec l'aide de Duncan. À sa mort il lui lègue son Katana à tête de dragon forgé par Massouhiro. Duncan l'utilise encore aujourd'hui. Il fait serment de protéger sa famille aussi longtemps qu'il vivra.

- 1780, Chine : Duncan retrouve son ami Kiem Sun dans un monastère. Il tente d'élaborer une drogue qui lui permettrait de se faire obéir de ceux qui l'absorbent, mais elle n'est pas au point car elle les tue.

- Mongolie : Il cherche un maître en arts martiaux. Il rencontre une femme immortelle, Mei-Ling Shen, qui lui enseigne tout ce qu'elle sait.

- 1783, France : Duncan est le garde du corps d'un baron français lors des pourparlers de paix avec les Anglais. Mais le baron est tué par Christoph Kuyler, un assassin qui se déguise en mime.

- 1785 : Duncan est l'amant d'une duchesse. Pour sauver un enfant d'un des chiens de l'immortel Peter Kanis, la duchesse ordonne de pendre Kanis.

- 1786, Normandie : Duncan retrouve Warren Cochrane. Ils retrouvent dans une auberge le prince Charlie, qui est devenu alcoolique et incapable de reconquérir son trône.

- Angleterre : Il prend la défense d'une jeune femme contre l'immortel Terrence Coventry, mais pendant qu'ils se battent elle vole le cheval de Duncan.

- 1795 : Il est le mentor d'un tout jeune immortel Jean-Philippe De La Faye III. celui-ci ne prend pas les règles du jeu au sérieux et se fait tuer par Damon Case.

- 1796, France : Angelina De Valicourt et Robert De Valicourt fêtent leur 100e anniversaire de mariage, mais Robert est condamné à la guillotine. Gina demande de l'aide à Duncan et Hugh Fitzcairn. Ils réussissent à le sauver.

- 1799 : Duncan rencontre Gabriel Piton lors d'une fête dans un château français.

- Il rencontre Alexie Raven

- Il sauve un de ses amis mortel de deux immortels Peter Matlin et Lyman Kurlow.

## IIIesièclede vie de Duncan MacLeod
- 1803, Angleterre : Duncan surprend Gabriel Piton, alors qu'il vole les bijoux de la duchesse avec qui il vit. Ils se battent en duel ; Duncan est vainqueur et épargne Gabriel.

- 1804, Allemagne : Duncan vit dans une auberge bavaroise avec Amanda. Elle s'enfuit avec Zachary Blaine après avoir commis un vol. Duncan est accusé à sa place mais il réussit à s'échapper.

- 1805, Angleterre : Duncan essaie de sauver un de ses amis mortels, accusé d'un meurtre que les immortels Peter Matlin et Lyman Kurlow ont commis. Duncan s'accuse à sa place. Il défie ensuite Kurlow, mais celui-ci s'échappe dans un labyrinthe.

- 1806, France: Duncan s'est engagé dans l'armée. Au château des D'Estaing, il retrouve Xavier St Cloud et Morgan son protégé qui empoisonnent la famille D'Estaing.

- 1810, Suisse : Duncan et son ami immortel Brian Cullen traversent la Suisse.

- 1815, Belgique : Pendant la bataille de Waterloo il rencontre pour la première fois Darius.

- 1816, France : Après être devenu ami avec Darius, Duncan adhère à ses idées sur la futilité de la guerre et décide de partir découvrir l'Amérique.

- 1817, États-Unis : À Snake River dans le Montana, Duncan rencontre John Durgan, un immortel analphabète et primaire. Sous ses yeux, Durgan assassine un prêtre pour lui voler la croix de St Antoine. Avant de mourir le prêtre fait promettre à Duncan de restituer la croix à l'Église.

- 1825, Philadelphie : Il est avec son ami David Keogh, amoureux de la fille de son patron. Elle le repousse.

- 1830, Pérou : Il est fait prisonnier par une tribu d'indiens. Il rencontre Gabriel Larca, qui se fait passer pour un dieu. Duncan réussit à lui échapper et passe des semaines dans la jungle.

- 1833, Angleterre : Il rencontre Reagan Cole. Elle séduit Duncan en se faisant passer pour la comtesse Ludmila. Elle permet ainsi son arrestation.

Elle apprend qu'il était recherché pour avoir batifolé avec une duchesse. Elle regrette son geste, et le fait évader en se déguisant en nonne. En 1998, elle est chasseuse de prime. Après avoir participé à une arrestation, elle part en vacances à Paris, où elle assiste à un meurtre. Avec l'aide de Duncan elle enquête sur ce crime.
- 1840, France : À Paris, Duncan recherche de nouveaux investissements. Il rencontre Nicholas Ward, un immortel qui se fait passer pour un vampire. La même année il salue Grace CHANDLER qui part dans une plantation au Brésil avec Carlos SANDARO.

- 1842, Europe : Il fait partie d'un groupe de bohémiens. Sa maîtresse le repousse quand elle apprend, en lisant les lignes de ses mains, qu'il ne se mariera jamais.

- 1847 : Il traverse l'Europe avec Jacob Galati et Irena Galati, un couple d'immortels bohémiens.

- 1851, Espagne : Il étudie le flamenco et le combat à l'épée espagnole aux côtés d'Octavio Consone. Ils deviennent ennemis car ils tombent amoureux de la même femme. Il se battent en duel. Octavio gagne, mais il épargne Duncan car la femme le menace de ne plus lui parler.

- 1853 : De retour en Espagne, Duncan apprend que la femme dont il était amoureux est morte et qu'Octavio a disparu.

- 1854, États-Unis : À San Francisco, il retrouve son ami Brian Cullen, qui est devenu dépendant à l'opium.

- 1862 : Pendant la guerre de Sécession, il combat dans l'armée Nordiste. Il rencontre Lucas Desiree, un immortel de l'armée Sudiste. Duncan est pendu pour avoir libéré des esclaves. Desiree le déterre.

- Virginie : Il aide des esclaves à retrouver leur liberté en les faisant passer par une voie ferrée souterraine.

- 1864 : Il finit la guerre emprisonné dans une prison Sudiste commandée par le colonel immortel William Everett Culbraith.

- 1866 : À Annapolis, le fiancé de Bess le défie en duel ; pendant le combat Bess est mortellement blessée et Duncan est désigné comme le seul responsable.

- 1867, Mexique : Duncan participe à la guerre d'indépendance mexicaine en compagnie de Paul Karros, un immortel.

- 1867, États-Unis : Dans le sud du Texas, Duncan traque avec plusieurs Texas Rangers un autre immortel, Melvin Koren, chef d'une bande de commanchero. Koren est tué par un des Texas Rangers. Quand Duncan se rend sur sa tombe il s'est déjà enfui.

- 1869-1872, Amérique du Nord : Il vit dans une tribu sioux avec Little Deer et son fils adoptif Kahani. Un jour Duncan part chasser et rencontre Kern, un immortel qui dit avoir massacré une tribu d'indiens avec les soldats U.S. Kern provoque Duncan en le traitant d'homme Squaw. Ils se battent brièvement mais Duncan inquiet retourne au camp sans finir le combat. Il découvre le massacre de la femme qu'il aime et de son fils.

Il part à la recherche de Kern afin de venger leur mort, mais il est emprisonné pour avoir frappé un soldat. Il rencontre Kol T'ek qui le libère de sa haine.
- 1882, États-Unis : Il est journaliste au nord-ouest Pacifique des États Unis. Il essaie de protéger un ami mortel de Mako. Un Marshall son ami le provoque en duel et se fait tuer.

- Californie : Duncan possède une imprimerie. Il rencontre Sarah dont il tombe amoureux et lui propose le mariage mais elle refuse car elle est déjà mariée. Son mari tue Duncan. Duncan ressuscite devant Sarah et lui dit de ne pas avoir peur. Elle lui demande de partir.

- 1883, États-Unis : Il rencontre Greg Powers, un médecin immortel, lors d'une épidémie de choléra. Un père désespéré accuse Greg d'avoir tué son fils et lui tire dessus.

- 1886 : Il vit dans la maison de son ami immortel Alec Hill et de sa femme Geneviève. Elle est tuée par Gerard Kragan, un autre immortel.

- 1888, San Francisco : Il est l'ami de Kit O'Brady, propriétaire d'une salle de jeu, Double Eagle. Amanda gagne en trichant lors d'une partie de poker. Elle le rebaptise la dame de pique et refuse de rendre sa pièce porte bonheur à Kit. Dans la même ville, il retrouve Alec Hill et lui promet de tuer Gerard Kragan s'il meurt avant de l'avoir tué. Alec est très atteint, il est devenu alcoolique.

- 1890, Angleterre : À Londres il rencontre Thomas Sullivan, qui fait combattre Duncan dans des combats de boxe clandestins.

- 1896, États-Unis : À Boston il retrouve une veille connaissance, Axel Wittacker, un immortel qui se sert de Sharon, une jeune immortelle, pour atteindre Duncan. Elle finit par refuser de rentrer dans son jeu. Il la décapite.

- 1897, Atlantique sud : Il voyage en bateau avec Gabriela Maria Cuadra De Sevedra, qui est attaquée par un navire de pirate. Elle est tuée par leur chef, Khordas. Elle devient immortelle. Duncan l'emmène aux États-Unis et Amanda devient son mentor.

## IVesièclede vie de Duncan MacLeod
- 1905, États-Unis : à New York un ami mortel de Duncan est tué par la mafia pour avoir refusé de payer pour leur protection.

- 1917, Russie : il rencontre Drakov, un immortel, agent du régime bolchevique qui vient de prendre le pouvoir en Russie.

Il veut faire fusiller des amis de Duncan car ils sont aristocrates. Il accepte de les épargner en échange de la promesse de ne pas le combattre.
- France : il est infirmier dans l'armée française. Il échappe à son vieil ennemi Xavier St. Cloud qui gaze les soldats pour voler l'argent des soldes. Il retrouve l'immortel Sean Burns, devenu un psychiatre qui travaille dans un hôpital militaire.

- 1918 : en France il est toujours infirmier mais dans l'armée anglaise, sous les ordres du colonel Simon Killian.

Alors que l'armistice est déclarée, Killian ne dit rien à ses hommes et les envoie à la bataille. Duncan le dénonce pour crime de guerre, et incite les juges à l'interner en hôpital psychiatrique.
- 1919, Irlande : à Dublin Anne Elisabeth Deane et son mari mortel Kerry décident de participer à la révolution irlandaise.

Duncan refuse. Ils sont tous les trois pris dans une embuscade. Kerry est tué. Duncan et Annie parviennent à s'enfuir, mais au moment de quitter l'Irlande elle décide de rester.
- 1920, France : à Paris, il blesse grièvement l'immortel Antonio Kalas au cours d'un duel. Il perd sa voix.

- 1921, États-Unis : à Washinghton, il rend visite à Michael Moore, qui vient de perdre sa femme tuée selon lui par l'immortel Quentin Barnes qui sera arrêté puis condamné à la chaise pour 2 meurtres en 1960.

- 1925 : il tue Marcus Korolus, un ami devenu fou car au XVIe siècle il a brûlé sur le bûcher pour sorcellerie. Sa maîtresse l'avait trahi.

Depuis il tue toutes les femmes qui lui ressemblent.
- 1926, Louisiane : Duncan sauve du lynchage Carl Robinson.

Quelques mois après il retrouve son amie Amanda qui est en tournée avec un cirque sur la côte ouest.
Toujours aux États-Unis il est avec Amanda et Cory Raine qui jouent les Bonnie and Clyde. Ils sont recherchés par le F.B.I. À chaque vol, ils se font passer pour morts puis Duncan les déterre.
- 1929, Angleterre : en Grande-Bretagne il tente de découvrir qui a tué Hugh Fitzcairn. Hugh avec l'aide de Duncan découvre que c'est sa propre femme qui l'a tué. Il décide de partir en Amérique.

- 1928, États-Unis : il rencontre Johnny Kelly, un pré-immortel, qui vit dans la rue. En voulant rentrer dans un gang il se fait tuer. Duncan lui propose de devenir son mentor, mais il refuse.

- 1930, France : alors qu'il se trouve dans une banque, elle est cambriolée par deux immortels, Taris et Lucas Kagan. Pendant le vol une femme est tuée. Duncan traque Tanis et le décapite.

- 1935, Allemagne : avec l'immortelle Ingrid Henning, il est chargé de recruter des anti-nazis allemands.

- 1936 : il aide des scientifiques juifs à fuir l'Allemagne. Il permet à Amanda de s'enfuir en avion.

- 1937, Espagne : il est journaliste et écrit sur la guerre civile espagnole. Il rencontre pour la première fois l'immortel Cage. Il se fait passer pour un partisan loyaliste. Il travaille pour l'armée espagnole et fait tuer tous les partisans loyalistes.

- 1938, États-Unis : de passage aux États-Unis, il rencontre l'immortel Benny Carbassa et la chanteuse de talent Peggy Maccal, qui est la femme de Joe Lankovsky. Son frère Sid est amoureux de Peggy. Il tue Joe et Duncan et fait croire qu'ils se sont entretués.

- Il sauve un enfant d'un immeuble en feu. Il rencontre la photographe Linda Plager. Ils vivront quelque temps ensemble mais Linda quitte Duncan pour pouvoir poursuivre sa carrière de photographe.

- 1940, Angleterre : À Londres, pendant les bombardements, il voit mourir la journaliste Diane Terring, alors qu'ils étaient tous les deux coincés dans une galerie de métro.

- 1943, France : Il fait partie de la résistance. Il rencontre Bernard qui le voit mourir et ressusciter mais qui garde le secret.

Plus tard il tue avec Dalou son cousin un nazi immortel, Ernest Daimler.
- 1944, Allemagne : Ingrid Henning tente d'assassiner Hitler dans sa résidence bavaroise, mais elle échoue.

- 1946, Angleterre : Il refuse d'aider l'immortel Liam O'Rourke dans ses activités criminelles. Il le voit être emprisonné pour ses crimes.

- 1953, Russie : Il essaie de faire fuir des opposants au régime communiste mais il est trahi par Alexei Voshin.

- 1958 : Il est à Greenwich Village à New York ou il traque l'immortel Bryce Korland, mais c'est Kol T'ek qui le tue.

- 1962, États-Unis : Il est avec Carl Robinson dans un restaurant au moment où la ségrégation raciale est déclarée inconstitutionnelle.

- 1975, Cambodge : Il essaie de sauver la vie à 3 enfants et une bonne sœur. Il demande de l'aide à Cage, qui refuse et préfère sauver sa cargaison d'héroïne. Ils seront tous tués.

- 1978, France : Dans un casino avec une jeune femme il gagne 1 million de francs. Malheureusement cette somme leur est prise par un homme masqué qui cambriole le casino. Plus tard, il apprend qu'il s'agit de Carlo Rimonté.

- 1981, Paris : Dans un immeuble il combat l'immortel Christoph Kuyler, mais il lui échappe car ils sont tous les deux poursuivis par la police.

Il saute dans un bateau-mouche où il rencontre Tessa Noël, qui est guide touristique.
- 1983, États-Unis : Il révèle son immortalité à Tessa.

- 1989 : Il combat Walter Reinhardt lors d'une fête de fin d'année, mais le combat est interrompu car Reinhardt tombe à l'eau.

- 1992 : Il est le propriétaire avec Tessa d'une boutique d'antiquités à Seacouver.

Richie Ryan essaie de voler dans sa boutique. Duncan sent un immortel, il pense que l'immortel est Richie mais il s'agit en fait de Slan Quinse qui vient combattre Duncan mais ils sont interrompus par Connor MacLeod le mentor et cousin de Duncan qui a un compte à régler avec Quinse.
Richie assiste au duel. Il apprendra ainsi l'existence des immortels. Duncan lui propose de vivre avec lui et Tessa, ils deviennent amis.
Duncan sait que Richie est un pré-immortel.
- 1993, France : Avec son ami Hugh Fitzcairn il est poursuivi par des hommes qui semblent connaître leurs secrets. Darius est tué par ces hommes.

- 1994, États-Unis : Tessa est tuée par un toxicomane en manque. Richie est lui aussi tué. Il est devenu immortel. Duncan devient le mentor de Richie et lui enseigne le combat à l'épée ainsi que les règles du jeu.

Il apprend l'existence des guetteurs et rencontre Joe Dawson
- 1995 : Il fait la connaissance du docteur Anne Lindsey, dont il tombe amoureux.

Il retrouve Antonio Kalas, qui tue son ami le Frère Paul. Duncan l'affronte et tombe d'un balcon. Il meurt sous les yeux d'Anne et renonce à lui dire la vérité.
Il part pour Paris ou il retrouve son ami Fitz. Kalas le tue. Duncan fait arrêter Kalas pour meurtre, il est emprisonné.
Ceirdwyn le fera changer d'avis, il révèle son immortalité à Anne, elle reste quelque temps avec lui mais ils se séparent.
Il rencontre Methos, le plus vieux des immortels, qui tient un journal sur lui depuis l'invention de l'écriture vers 3500 av J-C, est âgé de plus de 5 500 ans. Kalas essaie de le retrouver pour prendre son Quickening. Il deviendrait alors le plus puissant des immortels.
- 1996 : Il est victime d'un Quickening noir en tuant son ami Kol T'ek qui en avait lui aussi été victime en tuant Horvan Kant.

Duncan devient haineux et dangereux. Il part pour la France ou il débarquera au Havre.
Il tue Sean Burns, un ami immortel, avant de redevenir comme avant avec l'aide de Methos, au terme d'un combat avec lui-même.
- 1997 : Il retrouve Cassandre, qui lui annonce qu'il est élu pour combattre Arhiman. Il le rend fou et tue Richie.

- 2000 :

- 2007 :